# 영천초등학교 (광주)
영천초등학교는 대한민국 광주광역시 광산구 월곡동에 있는 공립 초등학교이다.

## 학교 연혁
- 2023년 1월 2일 제18회 졸업 (남 101명, 여 49명, 계 1092명) 총 졸업생 10,283명
- 2021년 1월 15일 제17회 졸업 (남 42명, 여 49명, 계 91명) 총 졸업생 1,846명
- 2020년 3월 1일 2개 학급 감축 총 19학급(한국어학급1 포함)
- 2020년 1월 3일 제16회 졸업 (남 46명, 여 32명, 계 78명) 총 졸업생 1,755명
- 2019년 3월 1일 2개 학급 감축으로 총 21학급(한국어학급1 포함)
- 2019년 1월 4일 제15회 졸업 (남 52명, 여 41명, 계 93명) 총 졸업생 1,677명
- 2018년 3월 1일 제6대 전은숙 교장선생님 부임
- 2004년 9월 1일 영천초등학교 개교

## 학교 상징
- 교화 - 배롱나무(목백일홍) : 붉은 꽃이 백일 동안 핀다. 하여 백일홍이라고도 하는데 국화과의 백일홍(백일초)과 혼동되므로 목백일홍이라고 불러 구분한다.
- 교목 - 은행나무 : 열매가 살구 비슷하게 생겼다 하여 살구 행(杏)자와 중과피가 희다 하여 은빛의 은(銀)자를 합하여 은행이라는 이름이 생겼다.
- 교색 - 녹색 : 쌍떡잎 식물 초롱꽃목 국화과의 한해살이 풀로 꽃이 100일 동안 붉게 핀다는 뜻이며, 꽃말(흰꽃)은 '그리움, 평화'이다.

## 참고 자료
- 영천초등학교 - 한국교육학술정보원 학교알리미